# Successi
Successi è un album in studio e in formato raccolta di Gianni Drudi, pubblicato nel 2006.
L'album, oltre a contenere i successi del cantante, ha sei canzoni inedite.

## Tracce
1. Fiky Fiky
2. Il ballo del pinguino
3. Facciamo baracca
4. L'uccello
5. Come è bello lavarsi
6. Il tango di Mafalda
7. Vù comprà
8. Estate loca
9. Bella pompa
10. La danza del culetto
11. Agguanta la mela
12. Ping pong
13. La pantera
14. Mister bagnino
15. L'estate che scotta
16. Tirami su la banana col bacio
17. La macchina del capo
18. Dogy dance
19. Dragostea din tei
20. IL marmista